# Marigny-Brizay
Marigny-Brizay is een plaats en voormalige gemeente in het Franse departement Vienne (regio Nouvelle-Aquitaine) en telt 1097 inwoners (2004). De plaats maakt deel uit van het arrondissement Poitiers. Marigny-Brizay is op 1 januari 2017 gefuseerd met de gemeente Jaunay-Clan tot de gemeente Jaunay-Marigny. 

## Geografie
De oppervlakte van Marigny-Brizay bedraagt 20,9 km², de bevolkingsdichtheid is 52,5 inwoners per km².
De onderstaande kaart toont de ligging van Marigny-Brizay met de belangrijkste infrastructuur en aangrenzende gemeenten.

## Demografie
Onderstaande figuur toont het verloop van het inwonertal (bron: INSEE-tellingen).

## Geboren
- Jean-Baptiste de Chabot (1740-1819), bisschop